# Universidad de Maribor

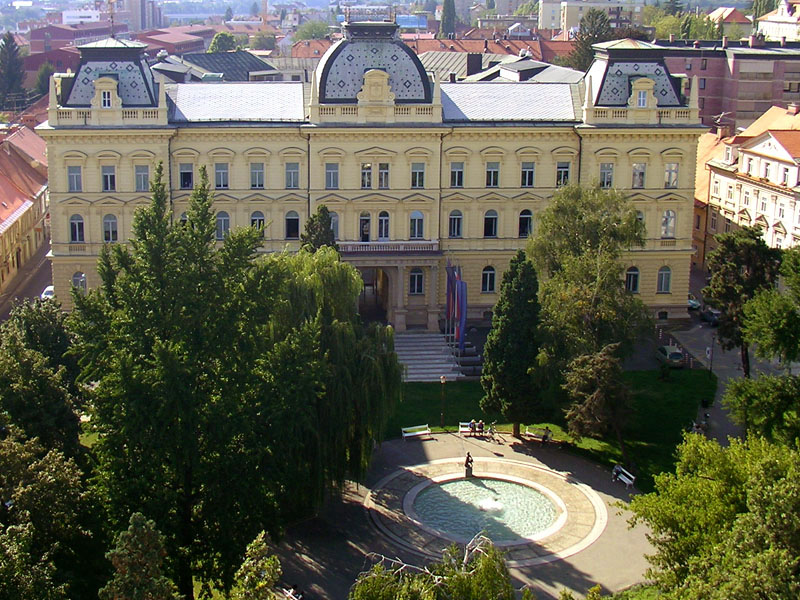
Fachada de la Universidad de Maribor

La Universidad de Maribor es la segunda universidad de Eslovenia. Fue fundada en 1975 y está ubicada en la homónima ciudad de Maribor, en el noroeste del país, muy cerca del límite con Austria. Actualmente esta universidad está compuesta por diecisiete facultades a las que concurren alrededor de 22.000 estudiantes y que emplea a 1.800 personas.
Los comienzos de la educación superior en Maribor se remontan a 1859 cuando llegó a la región el obispo Anton Martin Slomšek y fundó el seminario de Eslovenia. La institución precursora de la actual universidad es la asociación de instituciones de educación superior en Maribor que se estableció en 1961.
Actualmente, según la "Clasificación Web de las Universidades del Mundo", esta institución se posiciona en el puesto 25 entre las universidades del centro y este de Europa. La casa de estudios cuenta con el complejo deportivo y una biblioteca. El complejo deportivo universitario tiene el nombre de Leon Štukelj gimnasta ganador de 6 medallas olímpicas en los juegos de París 1924, Ámsterdam 1928 y Berlín 1936.
Su rectorado se encuentra en la céntrica Plaza de Slomšek (en esloveno: Slomšekov Trg), de la Universidad de Máribor y carece de un campus central, estando sus facultades distribuidas por la propia ciudad. En 2014, sus 17 centros son Facultad de Agricultura y Ciencias de la Vida, de Artes, de la Naturaleza y Matemáticas, de la Organización, de Ciencias de la Salud, de Derecho, de Economía y Administración, de Educación, de Electrónica, Computación e Informática, de Ingeniería Civil, de Ingeniería Mecánica, de Justicia Criminal y Seguridad, de Logística, de Medicina, de Química e Ingeniería Química, de Tecnologías de la Energía y Facultad de Turismo.
Además, cuenta con una biblioteca central situada en la parte trasera del edificio del rectorado y con el centro deportivo Leon Štukelj, en Gosposvetska, a las afueras de la ciudad. La universidad cuenta con un sistema de alojamiento subvencionado por el gobierno esloveno para los estudiantes nacionales o residentes en Eslovenia, constituido por varias residencias de estudiantes dispersas por diferentes zonas de la ciudad.
Entre los estudiantes destacados de esta universidad está Ljudmila Novak, una política eslovena miembro del Parlamento Europeo. Entre los eruditos importantes son Ludvik e Jurij Toplak, profesores de derecho, y Matjaz Perc, profesor de física.
El 6 de diciembre de 2012 estudiantes y empleados de las universidades eslovenas, incluidos aquellos de la Universidad de Maribor, se manifestaron hacia el edificio donde se encontraba sesionando la Asamblea Nacional para impedir recortes en el sistema educativo para los años 2013 y 2014.